# Маунт-Кармел-Мітчеллс-Брук-Сент-Кетерінс
Маунт-Кармел-Мітчеллс-Брук-Сент-Кетерінс (англ. Mount Carmel-Mitchells Brook-St. Catherine's) — містечко в Канаді, у провінції Ньюфаундленд і Лабрадор.

## Населення
За даними перепису 2016 року, містечко нараховувало 349 осіб, показавши скорочення на 2,5%, порівняно з 2011-м роком. Середня густина населення становила 5,7 осіб/км².
З офіційних мов обидвома одночасно володіли 5 жителів, тільки англійською — 345. Усього 5 осіб вважали рідною мовою не одну з офіційних, з них усі — одну з корінних мов.
Працездатне населення становило 36,4% усього населення, рівень безробіття — 35% (25% серед чоловіків та 42,9% серед жінок). 95% осіб були найманими працівниками, а 0% — самозайнятими.

## Клімат
Середня річна температура становить 5,1°C, середня максимальна – 19,1°C, а середня мінімальна – -9,8°C. Середня річна кількість опадів – 1 546 мм.
| Клімат поселення                              | Клімат поселення | Клімат поселення | Клімат поселення | Клімат поселення | Клімат поселення | Клімат поселення | Клімат поселення | Клімат поселення | Клімат поселення | Клімат поселення | Клімат поселення | Клімат поселення | Клімат поселення |
| Показник                                      | Січ.             | Лют.             | Бер.             | Квіт.            | Трав.            | Черв.            | Лип.             | Серп.            | Вер.             | Жовт.            | Лист.            | Груд.            |                  |
| Середній максимум, °C                         | 0,71             | 0,12             | 2,90             | 7,18             | 11,59            | 15,77            | 17,93            | 19,05            | 15,60            | 11,06            | 6,62             | 1,79             |                  |
| Середня температура, °C                       | −4,23            | −4,85            | −2,05            | 2,23             | 6,65             | 10,82            | 14,66            | 15,79            | 12,35            | 7,80             | 3,36             | −1,47            |                  |
| Середній мінімум, °C                          | −9,2             | −9,8             | −7               | −2,72            | 1,68             | 5,87             | 11,41            | 12,53            | 9,08             | 4,54             | 0,10             | −4,73            |                  |
| Норма опадів, мм                              | 146              | 128              | 134              | 114              | 108              | 115              | 114              | 112              | 138              | 147              | 141              | 149              |                  |
| Середньомісячна швидкість вітру, м/с          | 8.40             | 7.60             | 7.18             | 6.57             | 5.77             | 5.32             | 5.15             | 5.24             | 5.85             | 6.72             | 7.40             | 8.12             |                  |
| Середньомісячна сонячна радіація, кДж/м²·день | 3986             | 6731             | 10657            | 13956            | 17146            | 19095            | 18952            | 16121            | 12110            | 7305             | 4168             | 3098             |                  |
| --------------------------------------------- | ---------------- | ---------------- | ---------------- | ---------------- | ---------------- | ---------------- | ---------------- | ---------------- | ---------------- | ---------------- | ---------------- | ---------------- | ---------------- |
| Джерело:                                      |                  |                  |                  |                  |                  |                  |                  |                  |                  |                  |                  |                  |                  |